# 别儿怯不花
别儿怯不花（？—1350年），字大用，蒙古族燕只吉氏，又译别里怯不花。元朝大臣，元顺帝时的中书右丞相。其曾祖是忙怯秃，曾任千户跟随宪宗蒙哥伐南宋。父亲是丞相阿忽台。
元武宗至大年间，侍元明宗于藩邸。后入国子学。元仁宗延祐三年（1316年），随周王（元明宗）镇云南，至大同还京，入宿卫，侍仁宗。元英宗时，授怀远大将军，出为八番宣抚司达鲁花赤，能宣布国家恩信，使峒民感悦。泰定三年（1326年），授同知太常礼仪院事。旋拜监察御史，泰定四年（1327年），任中书右司郎中，元文宗天历元年（1328年），升参议中书省事。至顺元年（1330年），出为江浙行省参知政事，掌海路由江浙至京之漕米运。后历任吏部尚书、礼部尚书、宣徽使、御史大夫、知经筵事、翰林学士承旨等职。元顺帝至正二年（1342年）为江浙行省左丞相。听闻杭州城遭受火灾，随即赴镇，进行救灾，减少课税。至正四年（1344年）任中书左丞相。别儿怯不花有学识，参与纂修《金史》、《宋史》。又善书法，以大字著称。至正七年（1347年）官至右丞相。六月，以治理失宜，被御史弹劾。至正八年（1348年）他被贬至渤海县。至元十年（1350年）正月，别儿怯不花忧郁成疾，不治而死。别儿怯不花被朝廷追赠为弘仁辅治秉文守正寅亮同德功臣、开府仪同三司。追封冀王，谥忠宣。其子塔失帖木儿。

## 延伸阅读
[在维基数据编辑]
 《元史·卷140》，出自宋濂《元史》
 《新元史/卷210》，出自柯劭忞《新元史》